# Xã Climax, Quận Williams, Bắc Dakota
Xã Climax (tiếng Anh: Climax Township) là một xã thuộc quận Williams, tiểu bang Bắc Dakota, Hoa Kỳ. Năm 2010, dân số của xã này là 11 người.